# Cantar de mio Cid
El Cantar de mio Cid és una cançó de gesta anònima que relata gestes heroiques inspirades en els últims anys de la vida del cavaller castellà Rodrigo Díaz el Campeador. Es tracta de la primera obra narrativa extensa de la literatura espanyola en una llengua romanç, i destaca per l'alt valor literari del seu estil. Va ser escrit —segons la gran majoria de la crítica actual— als voltants de l'any 1200 (segle xiii).
El Cantar de mio Cid és l'única cançó èpica de la literatura espanyola conservada gairebé completa. Només es conserva una còpia del text, de 1207; s'han perdut el primer full de l'original i dos més a l'interior del còdex, encara que el contingut de les llacunes existents es pot deduir de les prosificacions cronístiques, especialment de la Crònica de vint reis. A més del Cantar de mio Cid, els quatre texts del seu gènere que han perdurat són les Mocedades de Rodrigo —ca. 1360—, amb 1700 versos; el Cantar de Roncesvalles —ca. 1270—, amb fragment d'uns 100 versos; i una curta inscripció d'un temple romànic, coneguda com a Epitafi èpic del Cid —ca. 1400?.
El poema consta de 3.735 versos d'extensió variable (anisosil·làbics), encara que dominen els versos de 14 a 16 síl·labes mètriques. Els versos del Cantar de mio Cid estan dividits en dos hemistiquis separats per cesura. La longitud de cada hemistiqui és de 4 a 13 síl·labes, i es considera unitat mínima de la prosòdia del Cantar. No hi ha divisió en estrofes, i els versos s'agrupen en tiratges, és a dir, sèries de versos amb una mateixa rima assonant.
Se'n desconeix el títol original, encara que probablement s'anomenaria «gesta» o «cantar», termes amb els quals l'autor descriu la seva obra en els versos 1085 i 2276, respectivament. Literàriament segueix el model de l'èpica francesa, però amb més escenes domèstiques que apropen l'obra al lector, com acostuma a passar en les adaptacions espanyoles. Es tractava una obra que es transmetia oralment però que s'ha conservat perquè una de les seves versions va ser escrita. Es considera un document molt valuós pel seu caràcter històric, el qual dona a conèixer l'època que va ser compost: costums, classes socials i esdeveniments, entre d'altres.

## Argument i estructura

### Tema
El Cantar de mio Cid tracta d'un heroi desterrat injustament que ha de recuperar el seu honor i fama. Durant l'obra es viu l'engrandiment progressiu del personatge. Tot plegat es completa, a més, amb el desenvolupament de l'acció guerrera i política.

### Estructura interna
El poema s'inicia amb el desterrament de Rodrigo Díaz de Vivar, el Cid Campeador, després d'haver estat acusat de robatori. Rodrigo Diaz de Vivar acusa al rei també d'haver matat al seu germà, l'anterior rei, acusa d'aixó el rei actual el mana desterrat i sense poder tornar a veure la seva dona i les seves filles. Aquest deshonor li suposa també ser desposseït de les seves heretats a Vivar i privat de la pàtria potestat de la seva família.
Després de la conquesta de València, gràcies tan sols al valor del seu braç, de la seva astúcia i de la seva prudència, aconsegueix el perdó reial i amb això una nova heretat, el senyoriu de València. Per ratificar el seu nou estatus de senyor de vassalls es concerten unes noces amb llinatges de gran prestigi, els infants de Carrión. Paradoxalment, però, amb aquest fet es produeix la nova pèrdua de l'honra del Cid, a causa de l'ultratge dels infants a les seves filles, les quals són vexades, fustigades, malferides i abandonades a la roureda de Corpes.
Aquest fet suposa, segons el dret medieval, el repudi de facto d'aquestes per part dels infants de Carrión. Per això el Cid decideix al·legar la nul·litat d'aquests matrimonis en un judici presidit pel rei on, a més, els infants de Carrión queden infamats públicament i apartats dels privilegis que abans ostentaven com a membres del seguici reial. Per contra, les filles del Cid concerten matrimonis amb reis d'Espanya, arribant al màxim ascens social possible.
Així, l'estructura interna de l'obra està determinada per unes corbes d'obtenció–pèrdua–restauració–pèrdua–restauració de l'honra de l'heroi. En un primer moment —que el text no reflecteix— el Cid és un bon cavaller vassall del seu rei, honrat i amb heretats a Vivar. El desterrament amb què s'inicia el poema és la pèrdua, i la primera restauració, el perdó reial i les noces de les filles del Cid amb grans nobles. La segona corba s'inicia amb la pèrdua de l'honra de les seves filles i acaba amb la reparació mitjançant el judici i les noces amb els reis d'Espanya.

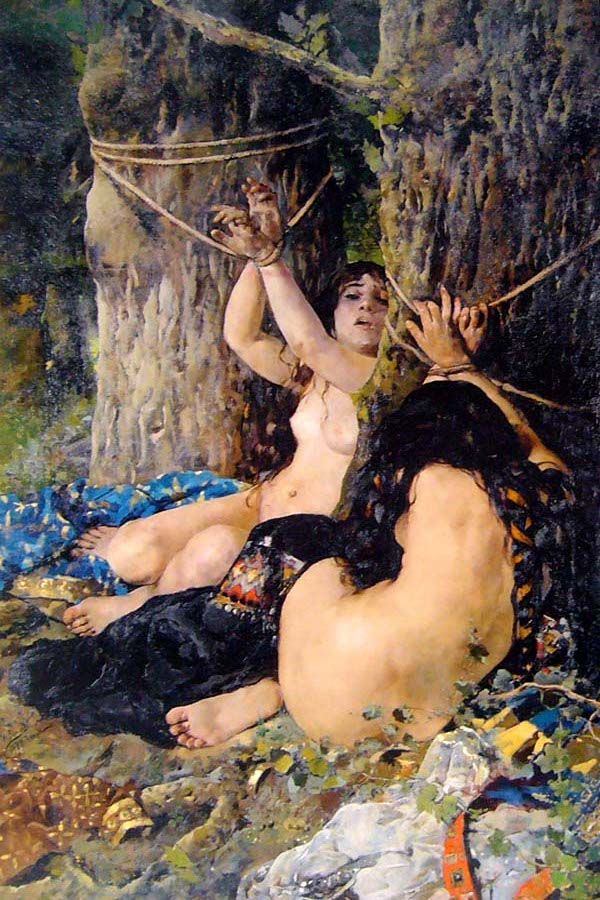
Les filles del Cid d'Ignacio Pinazo (1879). Doña Elvira i doña Sol apareixen lligades a la roureda de Corpes després de ser vexades pels seus esposos, els infants de Carrión.

### Estructura externa
Els editors del text, des de l'edició de Menéndez Pidal de 1913, han dividit l'obra en tres cantars, els quals reflecteixen les tres sessions en què l'autor considera convenient que el joglar reciti la gesta. Sembla confirmar-ho així el text, ja que separa una part d'una altra amb les paraules «aquís conpieça la gesta de mio Çid el de Bivar» (v. 1085), i una altra més endavant quan diu «las coplas deste cantar aquís van acabando» (v. 2776).

#### Primer cantar. Cantar del destierro (v. 1–1084)
El Cid ha estat desterrat de Castella. Ha d'abandonar la seva esposa i filles i inicia una campanya militar acompanyat dels seus fidels en terres no cristianes, durant les quals envia un present al rei després de cada victòria per aconseguir el favor reial.

#### Segon cantar. Cantar de las bodas (v. 1085–2277)
El Cid es dirigeix a València, en poder dels moros, i aconsegueix conquerir la ciutat. Envia el seu amic i mà dreta Álvar Fáñez a la cort de Castella amb nous regals per al rei, demanant-li que se li permeti reunir-se amb la seva família a València. El rei hi accedeix i fins i tot li perdona i aixeca el càstig. La fortuna del Cid fa que els infants de Carrión demanin en matrimoni Doña Elvira i Doña Sol; el rei demana al Campeador que consenti al matrimoni i ell ho fa encara que no confia en ells. Les noces se celebren solemnement.

#### Tercer cantar. Cantar de la afrenta de Corpes (v. 2278–3730)
Els infants de Carrión mostren aviat la seva covardia, primer davant d'un lleó que s'escapa i del qual fugen espaordits i després en la lluita contra els àrabs. En sentir-se humiliats, els infants decideixen venjar-se: emprenen un viatge cap a Carrión amb les seves esposes i, en arribar a la roureda de Corpes, les assoten i les abandonen deixant-les defallides. Quan el Cid se n'assabenta, demana justícia al rei, el qual culmina amb un «riepto» o duel en el qual els representants de la causa del Cid vencen als infants, els quals queden deshonrats. Les noces s'anul·len, i el poema acaba amb el projecte de noces entre les filles del Cid i els infants de Navarra i Aragó.

## El manuscrit
Existeix un exemplar únic que actualment es troba a la Biblioteca Nacional d'Espanya a Madrid. Al segle xvi es guardava en l'Arxiu de Vivar del Cid. Després se sap que va estar en un convent de monges del mateix poble. Eugenio Llaguno y Amírola, secretari del Consell d'Estat, el va rescatar el 1779 perquè ho publiqués Tomás Antonio Sánchez. Quan es va acabar l'edició, Emilio Llaguno ho va retenir en el seu poder i més tard als seus hereus. Va passar després a Pascual de Gayangos i durant aquest temps, cap a 1858, ho va veure i va consultar Dames-Hinard. A continuació va ser enviat a Boston perquè el veiés George Ticknor.
El 1863 ja ho posseïa el primer marquès de Pidal. Finalment i abans de la seva custòdia a la Biblioteca Nacional de Madrid, (va ser comprat el 20 de desembre de 1960) el va heretar Alejandro Pidal i a casa seva el van estudiar Karl Gustav Vollmöller, Baist, Huntington i Ramón Menéndez Pidal.
Es tracta d'un tom de 74 fulls de pergamí gruixut i gaire ben preparat. Dos fulls més li serveixen de guardes. Al revés del full 74 hi ha unes escriptures amb taques de color marró, degudes a reactius antics. Menéndez Pidal va assolir llegir el primer paràgraf (amb ajuda d'altres reactius químics) però no va tenir la mateixa sort amb el segon paràgraf. En aquesta mateixa pàgina hi ha també diverses ratlles en llatí, escrits amb lletra gran, del segle xiv.
L'enquadernació del tom és del segle xv. Està feta en taula folrada de badana i amb orles estampades. Les fulles estan repartides en 11 quaderns; al primer li falta el primer full; al setè li'n falta un altre, igual que al desè.
La lletra del manuscrit és clara i cada vers comença amb majúscula. De tant en tant hi ha caplletres amb ornaments. Precisament pel tipus de lletra que s'empra, alguns erudits van creure que el manuscrit podria ser de l'any 1207. Però nous estudis asseguren que en realitat pertany al segle xiv, basant-se en el fet que aquesta lletra s'assembla més a la que s'usa en els privilegis d'Alfons XI de Castella (1312-1350). Les lletres majúscules tenen en el seu interior dos trets paral·lels, detall que era comú a la fi del segle xiii i durant tot el segle xiv. Més detalls que tenen en compte els investigadors per a situar el manuscrit en el segle xiv són: que s'empra molt la y (en paraules com myo, rey, yr), cosa rara en documents de la primera meitat del segle xiii i molt comú en el xiv i xv i que utilitza la v com inicial de paraula en lloc de la u (en paraules com valer, vno) i finalment l'ús de Gonçalo, Gonçalez en lloc de Gonçalvo o Gonçalvez.
En l'explicit es llegix: 
Quien escribió este libro dé Dios paraiso: amen
Per abbat le escribió en el mes de mayo'
En era de mil e CC XLV años
Hi ha hagut sempre molta controvèrsia entre els erudits sobre la interpretació d'aquest explicit. Heus aquí algunes deduccions: 
Abbat és nom i no títol, car si fos un abat duria un dom, segons l'acostumat en abats benedictins de l'època.
Hi va haver un Pero Abad, Chantre de la Clerecía Real que apareix en documents el 1253. Potser és l'autor del manuscrit i que va escriure era per equivocació en lloc d'any, sent llavors l'any de 1245.
Després d'estudis fructuosos sobre el tema es va arribar a la conclusió que el manuscrit és probablement del segle xiv però que és una còpia d'un anterior que es va escriure segurament en el segle xii, any de 1140, en temps d'Alfons VII de Castella.
L'any 2003, els professors de la Universitat de Burgos Timoteo Riaño Rodríguez i María del Carmen Gutiérrez afirmen que es tracta d'una còpia realitzada al voltant de 1235, conclusió a la qual arriben arran d'un estudi lingüístic i paleogràfic.

## Els autors
Seguint la interpretació del text, l'estil, els temes, els llocs descrits, els investigadors han arribat a la conclusió que van ser dos els autors i ambdós joglars. Tenint en compte les següents característiques, el Cantar de mio Cid es pot enclavar en l'anomenat Mester de Joglaria, així com en l'Èpica medieval de les cançons de gesta 
- El seu contingut són fetes èpiques
- Era recitat i cantat al so d'un instrument
- S'utilitza el vers èpic